# Estell Manor
Estell Manor es una ciudad ubicada en el condado de Atlantic en el estado estadounidense de Nueva Jersey. En el año 2010 tenía una población de 1.735 habitantes y una densidad poblacional de 12.5 personas por km².

## Geografía
Estell Manor se encuentra ubicado en las coordenadas 39°21′15″N 74°46′24″O / 39.35417, -74.77333.

## Demografía
Según la Oficina del Censo en 2000 los ingresos medios por hogar en la localidad eran de $54,653 y los ingresos medios por familia eran $56,548. Los hombres tenían unos ingresos medios de $42,305 frente a los $29,219 para las mujeres. La renta per cápita para la localidad era de $19,469. Alrededor del 4.9% de la población estaba por debajo del umbral de pobreza.